# Polizeiwissenschaft
Polizeiwissenschaft (historisch: Policeywissenschaft) war etwa vom ersten Drittel des 18. Jahrhunderts bis zur Mitte des 19. Jahrhunderts die Lehre von der inneren Ordnung des Gemeinwesens. Heute taucht der Begriff der Polizeiwissenschaft in völlig neuem Kontext als wissenschaftliche Disziplin für bzw. über das Polizeiwesen auf.

## Historische Wissenschaft
Die historische Policeywissenschaft stellte einen Sammelbegriff dar, der vor allem Stoffe des heutigen Staatsrechts, der Verwaltungswissenschaft und der frühen Volkswirtschaftslehre umfasste, in die sie sich im Ablauf des Jahrhunderts auch zerlegte. Auch Soziologie und Politikwissenschaft sehen die Policeywissenschaft als eine ihrer Vorgängerdisziplinen. Die Polizeiwissenschaft überlappte sich mit dem gleichzeitigen benutzten Begriff der Kameralwissenschaften und gehörte als Universitätsstoff fest in die Beamtenausbildung. Die sogenannte Reichspublizistik des 17. Jahrhunderts kann als wissenschaftliche Vorläuferin der Policeywissenschaft angesehen werden.
Die ersten Unterrichtslehrstühle für „Cameralia Oeconomica“ und „Policeywissenschaft“ wurden 1727 vom preußischen König Friedrich Wilhelm I. in Halle (Saale) und Frankfurt (Oder) eingerichtet.
Der Begriff ist aus dem früher weiter als jetzt im 21. Jahrhundert gespannten Begriff für „Polizei“ („Policey“) abgeleitet. Beispiele für diese nun veraltete Terminologie sind „Baupolizei“ (heute: Bauaufsicht), „Gewerbepolizei“ (Gewerbeaufsicht), „Marktpolizei“ und „Ausländerpolizei“.
Gegenwärtig erlebt der Begriff eine Neubelebung als Bezeichnung einer Wissenschaft der Polizei im engeren, institutionellen Sinn. Dabei wird er sowohl als Sammelbegriff („Polizeiwissenschaften“) für alle Disziplinen verwendet, die im Bereich polizeilicher Aufgabenstellungen relevant werden (z. B. Rechtswissenschaft, Kriminologie, Kriminalistik, Soziologie, Psychologie, Politikwissenschaft, Forensische Entomologie), als auch als Bezeichnung einer (noch zu entwickelnden) eigenständigen Wissenschaft von der Polizei und ihrem Handeln.
2007 hat eine Arbeitsgruppe der CEPOL (Europäische Polizeiakademie) einen umfassenden Bericht zur Geschichte und zu Definitionen von Polizeiwissenschaft veröffentlicht.

## Die moderne Polizeiwissenschaft
Seit den 1990er Jahren wird die Polizeiorganisation zunehmend unter betriebswirtschaftlichen Gesichtspunkten gesehen. Polizeiforschung wurde nun dafür eingesetzt, um die Effizienz, das Betriebsklima, aber auch das öffentliche Image zu verbessern; eine kritische Polizeiwissenschaft trat in den Hintergrund. In Folge fanden massive inhaltliche, strukturelle und personelle Änderungen in der polizeilichen Aus- und Fortbildung statt, die erneut zu einer verstärkten Professionalisierung führten.
Seit Anfang des 21. Jahrhunderts gewinnt die Etablierung einer Polizeiwissenschaft und der Ausbau der Polizeiforschung zunehmend an Akzeptanz bei Polizei und Wissenschaft: Im Jahre 2006 wurde die Deutsche Hochschule der Polizei (DHPol) gegründet. 2007 hat eine Arbeitsgruppe der Europäischen Polizeiakademie CEPOL einen umfassenden Bericht zur Police Science herausgebracht.
Das Ziel einer modernen Polizeiwissenschaft ist die interdisziplinäre Professionalisierung und wissenschaftliche Fundierung der Polizeiarbeit. Es geht hier nicht um ein bloßes Nebeneinander, sondern um ein Miteinander der verschiedenen Wissenschaftsbereiche (Rechtswissenschaft, Sozialwissenschaft, Kriminologie, Betriebswirtschaftslehre u. a.).
Die Polizeiwissenschaft verwendet hierzu Methoden der empirischen und theoretischen Polizeiforschung und wertet aktuelle deutsche und internationale Fachliteratur aus. Die wissenschaftlichen Erkenntnisse über die Polizei werden zu einem integrierten (Grund-)Wissen zusammengeführt und nach Hintergründen, Zusammenhängen und Strukturen untersucht.
Die Polizeiwissenschaft interessiert sich nicht nur für die Polizei als Institution, sondern auch für weitere Bereiche, die für die innere Sicherheit relevant sind. Der Forschungsgegenstand der Polizeiwissenschaft umfasst daher:
- Die Polizei als Institution mit ihren organisatorischen und personellen Eigenschaften
- Die Polizeiarbeit als praktisches Handeln mit sozialen Folgen
- Polizei, Einsatz von Technik und Umgang mit Medien
- Die Polizeiarbeit als Sozialkontrolle mit Blick auf Legalität, Effektivität und Effizienz sowie Missbrauch der Machtausübung
- Die Aufgaben und Beziehungen anderer Institutionen und Dienstleistungen, die zu inneren Sicherheit beitragen
- Die transnationalen Verbindungen und internationalen Einflüsse auf die innere Sicherheit

### Polizeiwissenschaft in Ausbildung und Studium

#### Masterstudiengang Kriminologie und Polizeiwissenschaft
An der Ruhr-Universität Bochum wird seit 2005 der Masterstudiengang Kriminologie und Polizeiwissenschaft vom Lehrstuhl für Kriminologie, Kriminalpolitik und Polizeiwissenschaft angeboten. Das Studium beinhaltet einerseits die Diskussion grundlegender Problemfelder, theoretischer Ansätze und Entwicklungen in Kriminologie und Polizeiwissenschaft sowie die Übertragung der reflektierten Ergebnisse auf jeweilige Praxisbereiche. Andererseits werden auch Elemente und Aspekte einer eigenständigen Polizeiwissenschaft erörtert und entwickelt.

#### Masterstudiengang Öffentliche Verwaltung – Polizeimanagement
Seit 2006 wird durch die Deutsche Hochschule der Polizei (DHPol) der akkreditierte Masterstudiengang Öffentliche Verwaltung – Polizeimanagement angeboten. Mit Abschluss des Studiums steigen Polizeibeamte in den höheren Dienst der Polizei auf. Nach dem Gesetz über die Deutsche Hochschule der Polizei (DHPolG) gehört zu den Aufgaben der Hochschule „die Polizeiwissenschaft durch Forschung, Lehre, Studium und Weiterbildung zu pflegen und zu entwickeln“. Umsetzung findet diese gesetzlich übertragene Aufgabe in den Lehr und Forschungsaktivitäten der Fachgebiete der DHPol. Eine Neuausrichtung hat die Polizeiwissenschaft an der DHPol durch deren verwaltungswissenschaftliche Rahmung erfahren, die sich unter anderem im Fachgebiet „Verwaltungswissenschaften mit dem Schwerpunkt Politik und Gesellschaft“ niederschlägt.

#### Ausbildung an den Polizei-Fachhochschulen
Die Polizei-Fachhochschulen der Länder bilden für den gehobenen Dienst der Polizei aus. Ihre Aufgabe ist es, neben der Lehre auch Forschung zu betreiben und Theorie und Praxis miteinander zu verbinden. Dies geschieht, indem die Forschungserkenntnisse in die Lehre der polizeilichen Kernfächer (Einsatzlehre, Verkehrslehre, Kriminalistik, Führungslehre) integriert werden. Der Fokus liegt hierbei auf der Vermittlung praktischen Nutzwissens. Dementsprechend findet kaum eine kritische Reflexion des Polizeihandelns statt.

### Institutionelle Verankerung
Die Polizeiwissenschaft ist durch Netzwerke von Wissenschaftlern und durch Forschungseinrichtungen der Länder und des Bundes institutionell verankert.
Es gibt drei große Netzwerke von (Polizei-)Wissenschaftlern/Forschern: 1. Die Projektgruppe „empirische Polizeiforschung“ zur Durchführung sozialwissenschaftlicher Forschungsprojekte, 2. der Arbeitskreis Innere Sicherheit (AKIS) zur längerfristigen Vernetzung verschiedener Forschungsinitiativen, 3. der Arbeitskreis Empirische Polizeiforschung zur Forschung in Kooperation mit Organisationsangehörigen der Polizei.
Zu den Forschungseinrichtungen der Länder und des Bundes gehören u. a.: a) Kriminologische Forschungsinstitute (u. a. das Kriminologische Forschungsinstitut Niedersachsen und die Kriminologische Zentralstelle in Wiesbaden), b) die Deutsche Hochschule der Polizei und c) Forschungsinstitute der Polizei-Fachhochschulen (z. B. die Forschungsstelle Kultur und Sicherheit, das Institut für Polizei und Sicherheitsforschung oder das Institut für Polizei- und Kriminalwissenschaft).